# Крафтсдорф
Крафтсдорф (њем. Kraftsdorf) општина је у њемачкој савезној држави Тирингија. Једно је од 61 општинског средишта округа Грајц. Према процјени из 2010. у општини је живјело 4.180 становника. Посједује регионалну шифру (AGS) 16076089.

## Географски и демографски подаци
Крафтсдорф се налази у савезној држави Тирингија у округу Грајц. Општина се налази на надморској висини од 270 метара. Површина општине износи 41,2 km². У самом мјесту је, према процјени из 2010. године, живјело 4.180 становника. Просјечна густина становништва износи 101 становника/km².

## Међународна сарадња
| Мјесто | Држава    | Врста сарадње | Од    |
| ------ | --------- | ------------- | ----- |
|        | Француска | контакт       | 1969. |
|        | Чешка     | контакт       | 2000. |
| Извор  |           |               |       |